# Инватакси
«Инватакси» — служба по организации перевозок людей с ограниченными физическими возможностями действующая в Москве и Подмосковье с 2010 года. Автомобили перевозчика оснащены специальной погрузочной площадкой, что делает его доступным инвалидам-колясочникам, не имеющим возможность передвигаться на обычных такси.

## История
Из-за недоступности на тот момент для инвалидов-колясочников общественного транспорта и такси в Москве, им проблематично добраться до нужного места даже в пределах одного города. Создатель «Инватакси» Роман Колпаков получил травму шейного отдела позвоночника в автомобильной аварии, потерял возможность ходить и стал передвигаться только в инвалидной коляске. Его поездки в медицинские учреждения были осложнены тем, что в Москве на тот момент не существовало службы социального такси, приходилось находить обычных извозчиков, сооружать самодельные пандусы, убирать в машине сиденья, что было неудобно и дорого. Отец Романа взял кредит и они купили минивэн с подъемником для инвалидной коляски. По словам Романа, к ним стали обращаться знакомые с просьбами о помощи перевозки родных. Так появилась идея о создании такси для перевозок людей с ограниченными физическими возможностями.
По просьбе Паралимпийского комитета «Инватакси» встречал в московских аэропортах паралимпийцев, прилетевших на вручение премии имени Елены Мухиной в 2011 году.
В 2013 году Роман Колпаков получил гран-при в премии «Новая интеллигенция» газеты «Московские новости» и приглашение поучаствовать в экспедиции в ЮАР. На следующий, 2014 год, предприятие заключило договор на перевозку пассажиров с «Трансаэро», однако в связи с банкротством авиакомпании сотрудничество прекратилось.
В июле 2016 года «Инватакси» победила во Всероссийском конкурсе «Социальный предприниматель» и получил заем от Фонда региональных социальных программ «Наше будущее» на покупку нового специализированного автомобиля. По состоянию на 2016 год автопарк «Инватакси» включал 5 автомобилей.
12 июня 2017 года «Инватакси» запустил площадку на собственном сайте поиска автоволонтеров для людей с ограниченными возможностями здоровья.

## Конкуренция
По мнению Романа Колпакова государственное «Социальное такси» не справляется с нагрузкой.
В обычные машины кресла не помещаются, и приходится использовать городское такси для колясочников — оно оборудовано специальными пандусами. Чтобы его заказать, в определённые дни недели (и в определённые часы) нужно купить талон в московском отделении Всероссийского общества инвалидов. Причём продадут его только при наличии справки об инвалидности. Купив, человек заполняет бланк, делает заказ и ждёт... пару недель!Роман Колпаков
Однако тарифы «Инватакси» обходятся пассажиру немного дороже, чем у государственного перевозчика. Руководитель компании объясняет это тем, что частной компании-извозчику городской бюджет не выделяет никаких средств и ей приходится в полной мере оплачивать работу водителя, бензин и ремонт автомобиля. У «Социального такси», наоборот, половину стоимости проезда оплачивает государство и услуга этого перевозчика выходит почти в два раза дешевле. Несмотря на это, прибыль «Инватакси» остаётся довольно низкой, так как предприятие работает при тарифах, которые дешевле ниже московских такси. Основная часть расходов предприятия — ремонт собственного автопарка.
Преимуществом «Инватакси» над государственным конкурентом, по мнению Романа Колпакова, является отсутствие очередей и возможность воспользоваться услугами перевозчика уже на следующий день. Безусловно, «Социальное такси» разгружает поток, однако государственный перевозчик работает только с Москвой, тогда когда «Инватакси» обслуживает граждан и в Подмосковье. Ещё одной особенностью является принцип «от двери до двери», когда водители сопровождают пассажиров от квартиры до машины и обратно.
Также «Инватакси» проводит различные благотворительные поездки и экскурсии.